# Tomislav de Yugoslavia
Tomislav  de Yugoslavia (en serbio Томислав Карађорђевић; 19 de enero de 1928 - 12 de julio de 2000) fue hijo del rey Alejandro I y la princesa María de Rumanía.

## Infancia y Educación
El príncipe Tomislav nació el 19 de enero de 1928, en la Epifanía, según el calendario juliano utilizado por la Iglesia Ortodoxa Serbia, a la 1 de la mañana, siendo el segundo hijo del rey Alejandro I y de su esposa, la princesa María de Rumanía.
Fue bautizado el 25 de enero de 1928, en un salón del Palacio Nuevo en Belgrado, siendo uno de sus padrinos el Rey Jorge VI, con el agua de los ríos Danubio y Vardar y el mar Adriático. El príncipe fue nombrado en honor al rey Tomislav, el rey de Croacia medieval. 
Comenzó su educación primaria en el Palacio de Belgrado. A partir de 1937 a 1941, él asistió a la escuela Sandroyd en Cobham, Inglaterra, luego Oundle School from 1941-1946 y Clare College de Cambridge en 1946-1947.
Aunque el rey Pedro y sus asesores se opusieron a la Alemania nazi, el príncipe regente Pablo Karađorđević declaró que Yugoslavia se adhiere al Pacto Tripartito. El 27 de marzo de 1941, su hermano el rey Pedro, entonces de 17 años, fue proclamado mayor de edad, y participó en un británico apoyado por el golpe de Estado contraria al Pacto Tripartito.
El aplazamiento de la Operación Barbarroja, Alemania atacó simultáneamente Yugoslavia y Grecia. Dentro de una semana, Alemania, Bulgaria, Hungría e Italia invadieron Yugoslavia y el gobierno se vio obligado a rendirse el 17 de abril. Yugoslavia se dividió para satisfacer las demandas de italianos, búlgaros, húngaros y alemanes y títeres croatas, montenegrinos y serbios proclaman estados.

## Vida en el exilio
Después de terminar sus estudios en Cambridge, el príncipe Tomislav decidió dedicarse al cultivo de frutas. Entonces asistió a la universidad agrícola, trabajó veranos como un peón de campo ordinaria en un huerto en Kent. En 1950, compró una granja en Kirdford, cerca de Petworth, en West Sussex, y posteriormente se especializó en las manzanas de cultivo, que tiene en un punto de 17.000 árboles en 80 hectáreas de terreno.
Apoyó la comunidad serbia y la Iglesia Ortodoxa Serbia en el Reino Unido, ayudando a encontrar la iglesia de San Lázaro, el Bournville donde se casó con su segunda esposa, Linda Bonney, en 1982.

## Matrimonio y descendencia
Se casó el 7 de junio de 1957, en Salem (Baden, Alemania), con la princesa Margarita de Baden, hija del Margrave Bertoldo de Baden y la princesa Teodora de Grecia y Dinamarca. Tuvieron dos hijos;
- Príncipe Nicolás de Yugoslavia (nacido el 15 de marzo de 1958), casado con Ljiljana Licanin (nacida el 12 de diciembre de 1957) el 30 de agosto de 1992 en Dinamarca. Tienen una hija:
  - Princesa María de Yugoslavia (nacida el 31 de agosto de 1993).
- Princesa Catalina de Yugoslavia (nacida el 28 de noviembre de 1959), casada con Sir Desmond de Silva (nacido el 13 de diciembre de 1939), están divorciados. Tienen una hija:
  - Victoria María Esmé Margarita de Silva (nacida el 6 de septiembre de 1991).

Tomislav y Margarita se divorciaron en 1981. El 16 de octubre de 1982, se casó con Linda María Bonney (nacida el 22 de junio de 1949), de este matrimonio nacieron dos hijos:
- Príncipe Jorge de Yugoslavia (nacido el 25 de mayo de 1984). Casado con Fallon Rayman (nacida el 5 de septiembre de 1995 en Guildford, Surrey) el 5 de julio de 2016 en Gretna Green.
- Príncipe Miguel de Yugoslavia (nacido el 15 de diciembre de 1985). El 23 de octubre de 2016 contrajo matrimonio en Oplenac con Ljubica Ljubisavljević (nacida en Belgrado).
  - Princesa Natalia de Yugoslavia (nacida el 26 de diciembre de 2018 en Belgrado).
  - Princesa Isidora de Yugoslavia (nacida el 17 de mayo de 2022 en Belgrado).

## Regreso a Yugoslavia
Fue el primer miembro de la familia real que regresó a Serbia, a principios de 1992, y pronto se convirtió en una figura muy popular, sobre todo debido a sus frecuentes visitas durante las guerras yugoslavas a los soldados serbios en la Republika Srpska y la República Serbia de Krajina, y la ayuda que dispensó junto con su esposa, la Princesa Linda. 
Después de acusar públicamente al entonces presidente serbio Slobodan Milošević de haber "traicionado" a los serbios de la Krajina, después de que cayera en poder croata  tras la Operación Tormenta a principios de agosto de 1995, su presencia en los medios se redujo drásticamente.
Los últimos cinco años de su vida estuvieron marcados por una batalla contra una enfermedad terminal; sin embargo, rechazó ofertas para ser intervenido en el extranjero cuando fuerzas de la OTAN comenzaron su bombardeo sobre la República Federal de Yugoslavia el 24 de marzo de 1999, decidiendo quedarse en su nación, y recorriendo los sitios bombardeados aunque se encontraba gravemente enfermo.
Murió el 12 de julio de 2000, siendo enterrado en la cripta de la familia en Oplenac; a su funeral asistió una multitud de personas.

## Títulos y tratamientos
Esta tabla aún no está actualizada. Puedes contribuir aportando información sobre títulos y tratamientos de esta persona.

## Distinciones honoríficas

### Distinciones honoríficas yugoslavas
- Caballero Gran Cruz de la Orden de Karađorđe ( Reino de Yugoslavia).
- Caballero Gran Cruz de la Orden del Águila Blanca ( Reino de Yugoslavia).
- Caballero Gran Cruz de la Orden de la Corona ( Reino de Yugoslavia).

### Distinciones honoríficas extranjeras
- Caballero de la Venerable Orden de San Juan ( Reino Unido).
- Miembro de la Orden de la Fidelidad ( Casa Gran Ducal de Baden).
- Miembro de la Orden de la Casa de Hohenzollern (

 Casa de Hohenzollern).
- Datos: Q594386
- Multimedia: Prince Tomislav of Yugoslavia / Q594386